# 良马镇
良马镇，原为良马乡，是中华人民共和国山西省临汾市安泽县下辖的一个乡镇级行政单位。2021年5月，撤销杜村乡。将原杜村乡的郭庄、桑曲、小李、杜村4个村委会并入良马乡，设立良马镇。

## 行政区划
良马镇下辖以下地区：
良马村、宋店村、边寨村、小寨村、华寨村、英寨村、郭都村、文上村、劳井村、司马村、曹家沟村和上寨村，郭庄村、桑曲村、小李村、杜村村。